# Aldwark, North Yorkshire
Aldwark är en ort och civil parish i Storbritannien.   Den ligger i grevskapet North Yorkshire och riksdelen England, i den centrala delen av landet, 290 km norr om huvudstaden London. Aldwark ligger 19 meter över havet och antalet invånare är 116.
Terrängen runt Aldwark är platt. Runt Aldwark är det ganska tätbefolkat, med 67 invånare per kvadratkilometer. Närmaste större samhälle är York, 17,8 km sydost om Aldwark. Trakten runt Aldwark består till största delen av jordbruksmark.